# VK CSKA Sofia
VK CSKA Sofia är volleybollsektionen av CSKA Sofia från Sofia, Bulgarien. Klubben har varit mycket framgångsrik på både dam- och herrsidan.
Damlaget har blivit bulgariska mästare 22 gånger, vunnit europacupen två gånger (1978-1979 och 1983-1984) och vunnit cupvinnarecupen en gång (1981-1982). Herrlaget har blivit bulgariska mästare 29 gånger, vunnit europacupen en gång (1968-1969) och cupvinnarecupen en gång (1975-1976).